# George Dixon (Seefahrer)
George Dixon (* 1755?; † 1800) war ein britischer Seefahrer, Offizier und Entdecker.
Dixon diente unter Captain Cook in dessen dritter Expedition, wo er die kaufmännischen Möglichkeiten an der Nordwestküste Amerikas kennenlernte. Nach dem Ende von Cooks Expedition wurde Dixon Kapitän in der Royal Navy.
Vom Herbst 1785 bis 1788 führte er zusammen mit Nathaniel Portlock das Kommando über die Schiffe HMS King George und HMS Queen Charlotte im Dienste der Gesellschaft King George’s Sound Company of London. In den Sommern der Jahre 1786 und 1787 erforschte er die Küsten des heutigen British Columbia (Kanada), wo er vorhatte, einen Pelzhandel zu eröffnen. Er verbrachte einen Winter auf den Hawaiischen Inseln, wo er der erste Europäer war, der die Insel Molokaʻi besuchte. Seine hauptsächlichen Entdeckungen waren die Queen Charlotte Islands, der Queen Charlotte Sound, Port Mulgrave, Norfolk Bay, und der Dixon Entrance.
Nachdem er in China war, wo er seine Ladung Pelze verkaufte, kehrte er 1788 nach England zurück und publizierte Voyage of Meares (1790), The Navigator’s Assistant (1791) und 1799 das Buch A Voyage Round the World, but More Particlarly to the North-West Coast of America.
Es gab eine Kontroverse zwischen Dixon und John Meares, einem anderen Seefahrer, der ein Buch mit Entdeckungen Dixons als die Seinen ausgegeben haben soll. Der Streit endete damit, dass sich Dixon und Meares öffentlich in Pamphleten denunzierten. Retrospektiv gesehen hatte Dixon mit seiner Ansicht Recht.

## N.B.
Es existierte ein George Dixon, der Navigation in Gosport (England) lehrte und eine Abhandlung mit dem Titel The Navigator’s Assistant im Jahre 1791 verfasste. Es ist nicht klar, ob es sich um dieselbe Person handelt.